# Жездинське рудоуправління ВО «Казсвинец»
Жездинське рудоуправління ВО «Казсвинец» — підприємство з видобутку і збагачення марганцевих руд у Казахстані.
Запаси — 70 млн т. Річний видобуток до 175 тис. т марганцевої руди із вмістом марганцю 18%.
Адреса: Казахстан, Карагандинська область, смт Жезди.